# Polites
Segons la mitologia grega, Polites (en grec antic: Πολίτης), va ser un heroi troià, fill de Príam i d'Hècuba.
Juga diferents papers en la guerra de Troia, segons s'explica a la Ilíada. Per exemple, va a socórrer Troilos, atacat per Aquil·les, va participar en els combats al voltant de les naus dels grecs, on va salvar el seu germà Deífob, ferit per Meríones. Neoptòlem el va matar, a l'altar del palau de Príam, davant del seu pare, quan els grecs van conquerir la ciutat.
Virgili parla d'un fill de Polites anomenat Príam, quan esmenta els jocs fúnebres en honor d'Anquises. Aquest seria el fundador de la ciutat de Politorium, al Laci, nom que li va posar en honor del seu pare.